# Ålefisk
Ålefisk hører under de Strålefinnede fisk.
- Orden Ålefisk Anguilliformes
  - Underorden Anguilloidei
    - Familie Ferskvandsål Anguillidae (europæisk ål, Langfinnet ål) Anvendes til mad.
    - Familie Heterenchelyidae
    - Familie Moringuidae (worm eels)
    - Familie Xenocongridae (false morays)
    - Familie Murænefamilien Muraenidae (Muræne)
    - Familie Myrocongridae

  - Underorden Nemichthyoidei
    - Familie Sneppeålfamillien Nemichthyidae
    - Familie Serrivomeridae (sawtooth snipe eels)
    - Familie Cyemidae (bobtail snipe eels)

  - Underorden Congroidei
    - Familie Havålfamilien Congridae (Conger ål)
    - Familie Muraenesocidae (conger pikes)
    - Familie Nettastomatidae (witch eels)
    - Familie Nessorhamphidae (duckbilled eels)
    - Familie Derichthyidae (neck eels)
    - Familie Ophichthidae (snake eels)
    - Familie Macrocephenchelyidae

  - Underorden Synaphobranchoidei
    - Familie Synaphobranchidae
    - Familie Simenchelyidae (parasitic eels)
    - Familie Dysommidae